# Château de Châlucet
Pour les articles homonymes, voir Chalucet.
Le château de Châlucet ou Chalusset, regroupe sur le même site un castrum fondé vers 1130 (Bas-Châlucet), et un château neuf (Haut-Châlucet) du dernier tiers du XIIIe siècle, dont les vestiges se dressent sur la commune française de Saint-Jean-Ligoure dans le département de la Haute-Vienne, en région Nouvelle-Aquitaine.
Le conseil départemental de la Haute-Vienne, propriétaire depuis 1996 de cette forteresse classée monument historique, ainsi que du parc forestier du domaine de Ligoure qui l'entoure, a lancé un vaste programme de sauvegarde et de mise en valeur du site, afin d'en faire un lieu culturel et touristique.

## Localisation
Les vestiges de Châlucet, dominant la confluence de la Briance et de la Ligoure, sont situés à 5 kilomètres au nord du bourg de Saint-Jean-Ligoure, et à environ 10 km au sud de Limoges, dans le département français de la Haute-Vienne. Les vestiges occupent un éperon rocheux d'environ 400 m de long.

## Historique
Enjeu de pouvoir pour les seigneurs locaux, appartenant au domaine de l'abbaye de Solignac, le château était avant tout le symbole de la puissance seigneuriale pour ceux (évêques ou vicomtes de Limoges principalement) qui s'en disputaient l'usage et le contrôle.
Dans le dernier tiers du XIIIe siècle, Géraud de Maulmont, conseiller des vicomtesses de Limoges Marguerite et Marie et du roi de France, déjà bâtisseur de Châlus Maulmont, transforme la petite forteresse fondée par les Bernard de Jaunhac pour le compte de l'abbé de Solignac en un puissant château fort. C'est à partir de 1270, que Haut-Châlucet se transforme considérablement devenant un imposant palais. Le site était jusque là occupé par un donjon (vers 1200) lui aussi entouré d'un embryon de village castral.
Châlucet, Bas et Haut, forteresse royale devient alors le plus grand château fortifié du Limousin. En 1376, durant la guerre de Cent Ans, il est pris par ruse par des routiers « anglais ». Perrot le Béarnais, l'un d'entre eux, s'en servira de base pour écumer les alentours. Il n'en sera délogé qu'en 1394. La place, peu entretenue, perd progressivement son intérêt militaire notamment face à des châteaux, comme celui des Cars, qui ont été modernisé.
Le château après avoir servi de point d'appui lors des guerres de Religion du XVIe siècle, fut, en 1594, en grande partie ruiné par une importante équipe d'ouvriers envoyé par les consuls de Limoges afin de démilitariser la forteresse.
Le castrum avec son habitat proto-urbain, a été fouillé dans les années 2000 par Patrice Conte, ingénieur au service régional de l'archéologie de Nouvelle-Aquitaine, site de Limoges.

## Description
Le château de Châlucet, qui a fait l'objet de plusieurs campagnes de restauration depuis 1990, est une forteresse médiévale, au but prioritairement défensif, constituée du château — situé en haut d'un éperon escarpé et boisé et représentant le centre du « haut Châlucet » — et de la tour Jeannette — donjon carré du XIIe siècle —, constituant avec les ruines des corps de logis qui l'environnaient le « bas Châlucet ». Le plan général de la forteresse est trapézoïdal composé de corps de logis (jadis voûtés), de cours et d'un donjon. Nicolas Mengus précise que les créneaux et mâchicoulis sont surtout là pour impressionner, car ils n'ont pas de véritable utilité militaire.

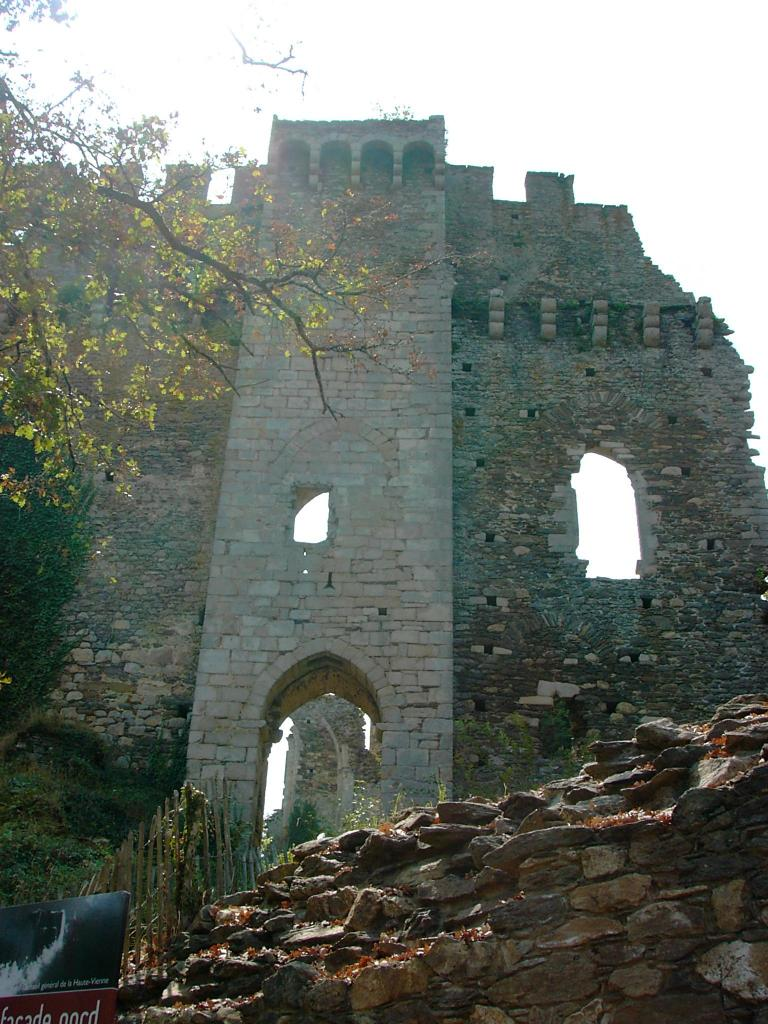
Château de Châlucet façade nord.

### Bas-Châlucet
Cette partie du site, dominée par la tour Jeannette, a fait l'objet de plusieurs campagnes de fouilles qui ont permis de mettre au jour de nombreuses maisons. Trois caves ont ainsi été découvertes. Cette partie du site abritait les demeures de vingt à trente chevaliers (l'habitat se développe dans la seconde moitié du XIIIe siècle).
Un chantier de cristallisation est en cours pour figer les ruines. Le chantier devrait se terminer courant 2008. Une fois les travaux terminés, il sera normalement possible de se promener dans les ruines. Les visiteurs pourront également découvrir les caves (les caves ne seront peut-être pas visibles sans accompagnateur)[Passage à actualiser].
Tour Jeannette
La tour Jeannette (fin XIIe début XIIIe siècle), donjon purement défensif, a été renforcée. Une plate-forme a été installée à son sommet et un escalier métallique a été construit pour pouvoir y accéder.
Du haut de la tour on peut maintenant contempler la façade nord du Haut-Châlucet et profiter d'une vue plongeante sur les maisons du Bas-Châlucet.

### Haut-Châlucet
Plusieurs campagnes de restauration ont eu lieu dans le château neuf. La façade nord vient d'être consolidée et débarrassée de son lierre[Quand ?]. Des échafaudages ont été construits pour soutenir le mur de la chapelle qui menace de s'effondrer. Une campagne de fouille est prévue[Quand ?] sur cette partie avant la consolidation du mur. Le donjon ou tour maîtresse présente un plan carré avec un éperon triangulaire.
Le Haut-Châlucet n'est pas visitable. Une cage en fer permet tout de même de profiter d'une vue panoramique sur la cour intérieure du château.

## Protection
Les ruines du château de Châlucet font l’objet d’un classement au titre des monuments historiques par la liste de 1875.

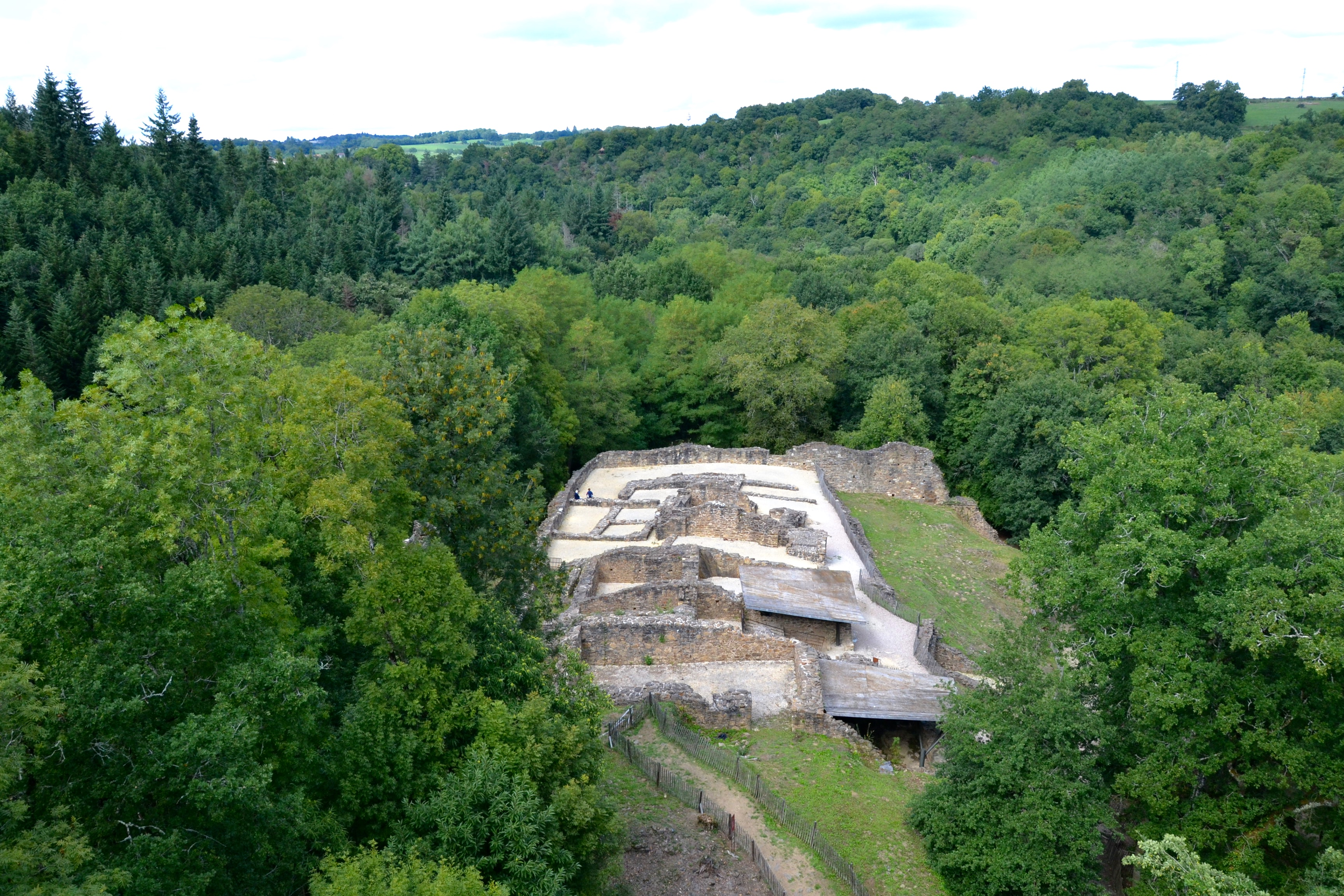
Le Bas-Châlucet depuis la tour Jeannette.
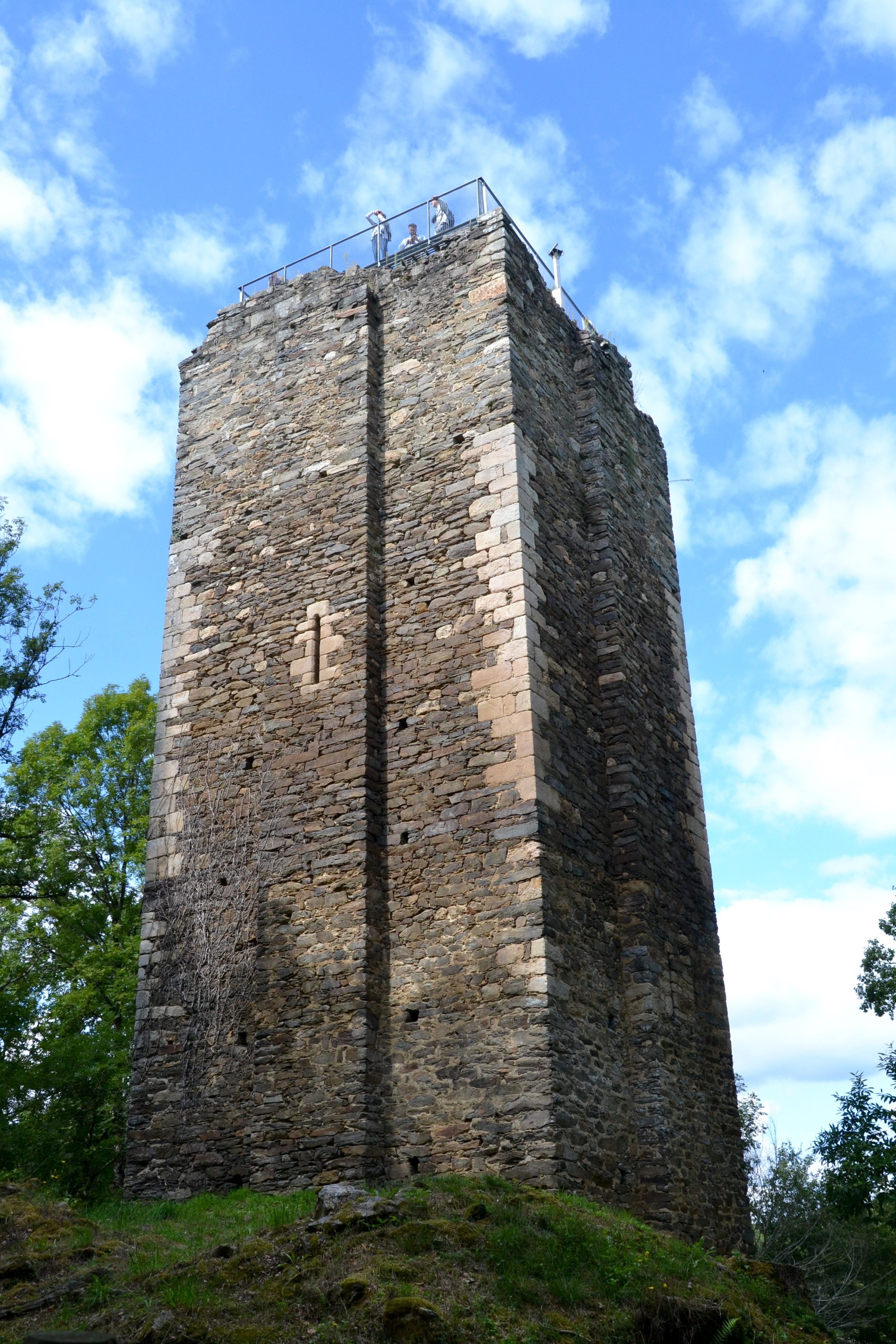
La tour Jeannette.
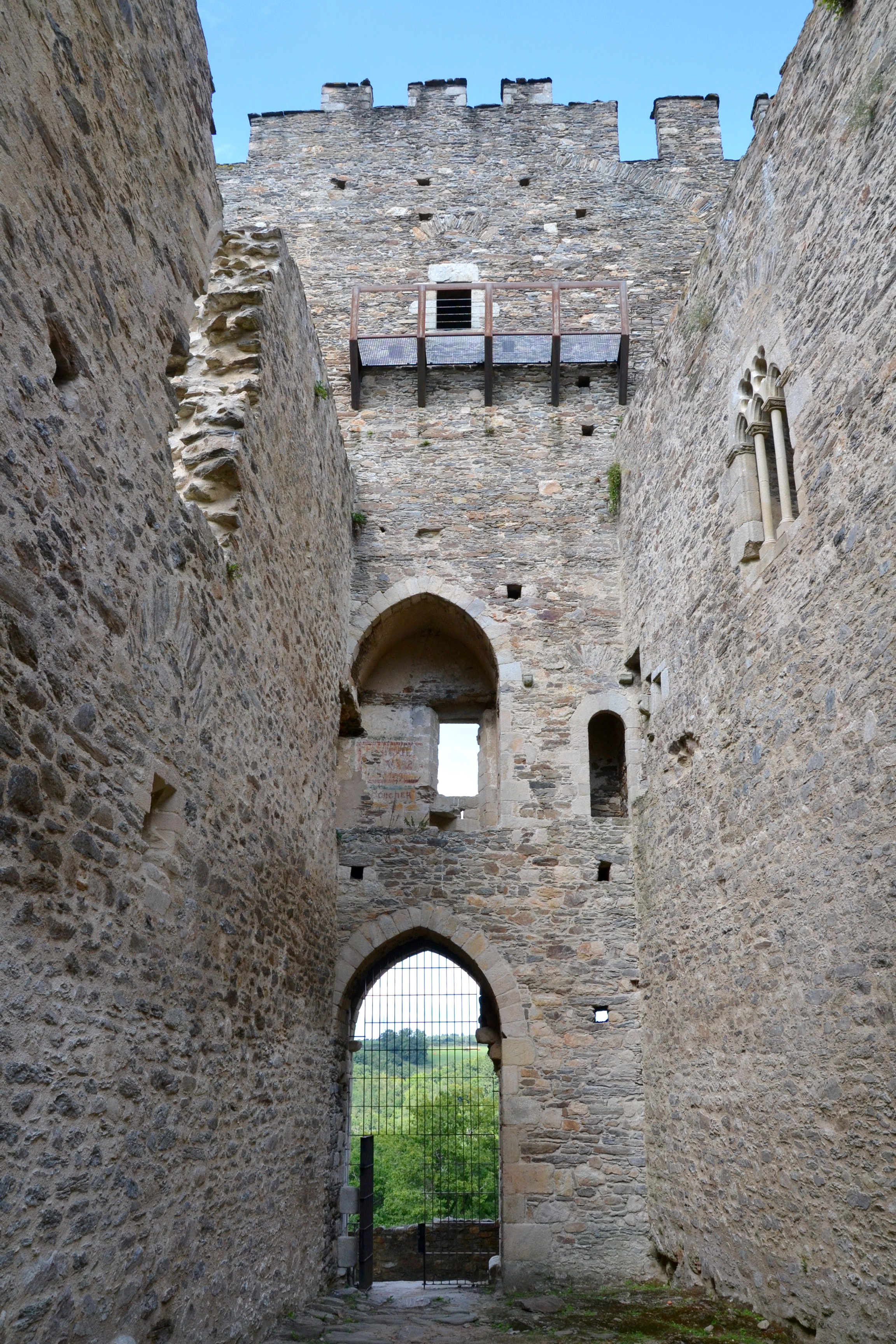
Le Haut-Châlucet.

## Sauvegarde du site
Alors que le site était abandonné par la famille qui en était propriétaire et que son état se dégradait rapidement, l'association « Châlucet en Limousin », présidée par Laurent Bourdelas, milita activement pour que les collectivités locales s'intéressent à nouveau à ce site exceptionnel.
Il rédigea avec Corinne Géraud une étude bilan-propositions de sauvegarde et mise en valeur financée par la région Limousin et le département de la Haute-Vienne qui finit par se porter acquéreur du site, sous la présidence du professeur d'histoire Jean-Claude Peyronnet.
L'association avait reçu le soutien et/ou les conseils de la presse, de nombreuses personnalités et institutions, comme le descendant de Louis Guibert, premier historien du site, ou de l'historien Ivan Cloulas.
Laurent Bourdelas proposa par exemple que le site soit inscrit dans l'itinéraire de la Route Richard Cœur de Lion et retrouva également les carreaux vernissés découverts sur le site antérieurement, qui avaient mystérieusement disparu, et les confia au Service Régional de l'Archéologie.[réf. nécessaire]

## Visite
Le château de Châlucet est aujourd'hui facilement accessible, gratuitement et doté d'un circuit touristique et de panneaux explicatifs.
L'ascension de la tour Jeannette n'est possible que lorsqu'une personne du site est sur place, et pendant l'été toute la journée.